# 福布斯·伯纳姆

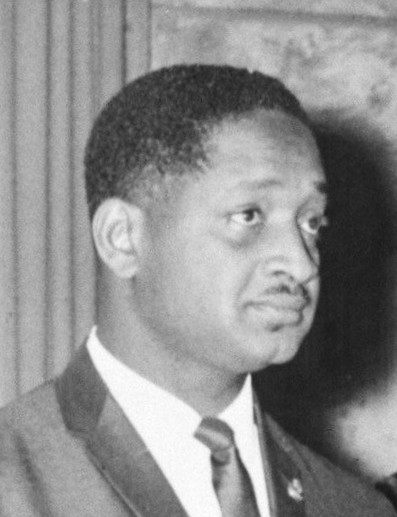
1966年的福布斯·伯纳姆

林登·福布斯·桑普森·伯纳姆（英語：Linden Forbes Sampson Burnham；1923年2月20日—1985年8月6日）是一位圭亚那政治家。他于1964年—1966年担任英属圭亚那总理，1964年—1980年担任圭亚那总理，并在1980年—1985年担任圭亚那首任实权总统（第二任总统）。他常被视为一位政治强人；在其执政期间，推行圭亚那版本的社会主义，称为“合作社会主义”。
伯纳姆受过律师教育，曾先后参与创建圭亚那两大主要政党——人民进步党和人民全国大会。在他的领导下，圭亚那从英国殖民地转变为不再与英国有宪法联系的共和国。他担任总理时，以外国私有企业的国有化、加入不结盟运动以及专制的国内政策为特点。尽管他被广泛认为在圭亚那的政治、社会和经济发展中发挥了重要作用，但他被指控在担任总统时奉行非洲中心主义，纵容国家机器的暴力、腐败和选举舞弊。

## 合作社会主义
1974年，福布斯·伯纳姆发表《沙法亚宣言》，对“合作社会主义”进行了理论阐述，宣称其领导的执政党人民全国大会是“社会主义政党”，其目标是建设“合作社会主义”。合作社会主义主张以马克思主义为指导，属于科学社会主义范畴，提出以合作社会主义取代资本主义。它认为，当时圭亚那的经济体制包括国家所有制、合作社所有制和私人所有制三种形式，其中合作社是所有制的最高级形式。合作社更有利于劳动者集体、民主和自治地控制生产资料。该理论主张，在经济、社会和政治等所有领域，都应贯彻合作精神。只有在实践中落实这一原则，社会才能充满活力，民族才能实现全面发展。人民全国大会在这一理论的指导下，对圭亚那的政治、经济和社会各方面进行了一系列改革，并取得了一定成效。